# Christopher Tolkien
Christopher John Reuel Tolkien (Leeds, 21 november 1924 – Draguignan (Frankrijk), 16 januari 2020) was een Brits schrijver, vooral bekend als de zoon van auteur J.R.R. Tolkien en als redacteur van diens postuum uitgegeven werken. Christopher J.R. is de vader van Simon Tolkien, die zich ontpopte als schrijver en advocaat. Hij studeerde eveneens aan de Universiteit van Oxford.
J.R.R. schreef grote hoeveelheden materiaal over Midden-aarde dat nooit werd gepubliceerd gedurende zijn leven. Hoewel hij oorspronkelijk de Silmarillion samen met In de Ban van de Ring (The Lord of the Rings) had willen uitgeven en verscheidene delen ervan gereed voor publicatie waren, stierf hij in 1973 en was het project toen onvoltooid.
Christopher was reeds vele jaren betrokken geweest bij zijn vaders fictieve geschiedenis van de wereld; eerst als kind, luisterend naar de verhalen over Bilbo Balings, en vervolgens als tiener en jongvolwassene die zijn vader veelvuldig van commentaar op In de Ban van de Ring voorzag tijdens de 15 jaar lange ontstaansperiode daarvan. Hij had zelfs de taak op zich genomen om zijn vaders soms tegenstrijdige kaarten van Midden-aarde te interpreteren om de definitieve versies te produceren. Christopher hertekende de grote overzichtskaart laat in de jaren 1970 ten behoeve van de duidelijkheid en om enkele fouten en over het hoofd geziene zaken te herstellen.
Later volgde de zoon de vader op en werd hij hoogleraar in de Engelse taal aan de Universiteit van Oxford. Een van zijn werken is de publicatie van de IJslandse saga van koning Heidrek de Wijze.
Na het overlijden van zijn vader nam Christopher de taak op zich, de massa's notities van zijn vader te ordenen, waarvan enkele een halve eeuw eerder op losse blaadjes geschreven waren. Het materiaal was veelal handgeschreven, vaak zelfs een nette kopie over een half weggevaagde eerste versie, en het was gebruikelijk dat namen van personages veranderden tussen het begin en het einde van eenzelfde kladversie. Dit weinig samenhangend geheel te ontcijferen en samen te voegen was een zware taak en wellicht kon alleen iemand die J.R.R. persoonlijk goed kende, evenals de ontwikkeling van diens verhalen, deze tot een goed einde brengen. Evengoed heeft Christopher verscheidene malen aangegeven te hebben moeten gissen naar de bedoeling van de auteur.
Desalniettemin kreeg hij het toch voor elkaar om in samenwerking met Guy Gavriel Kay de Silmarillion in 1977 te publiceren, en vervolgens ook de twaalf delen van De Geschiedenis van Midden-aarde (The History of Middle-earth), tussen 1983 en 1996. In april 2007 publiceerde hij De Kinderen van Húrin. Het laatste boek dat hij uitgaf was De val van Gondolin. In 2016 ontving hij de Bodley Medal.
- Bibsys: 90056309
- Biblioteca Nacional de España: XX1052242
- Bibliothèque nationale de France: cb119267626 (data)
- Catàleg d'autoritats de noms i títols de Catalunya: 981058528422506706
- CiNii: DA02049179
- Gemeinsame Normdatei: 130457671
- International Standard Name Identifier: 0000 0000 7139 3949
- Library of Congress Control Number: n79144796
- MusicBrainz: 09b96c29-c950-4724-95e8-7d2b895156ed
- Bibliotheek van het Japanse parlement: 00937643
- Nationale Bibliotheek van Tsjechië: jx20041104013
- Nationale bibliotheek van Australië: 35798402
- Nationale Bibliotheek van Israël: 987007269068105171
- Nationale Bibliotheek van Polen: a0000001276044
- Nationale en Universitaire bibliotheek Zagreb: 000267864
- Nederlandse Thesaurus van Auteursnamen: 072422602
- Istituto Centrale per il Catalogo Unico: CFIV053563
- Système universitaire de documentation: 02716490X
- Trove: 1092278
- Virtual International Authority File: 12315790
- WorldCat: E39PBJdCpMfqQXV7hmWTBFXw4q